# Christiernus Alsinius
Christiernus Alsinius, född i Alsike socken, död 1659 i Stockholm, var en svensk kyrkoman och riksdagsman.

## Biografi
Christiernus Alsinius var son till kyrkoherden Henricus Matthiæ Alsichius och Barbara Bullernesia, vars mor tillhörde släkten Grubb och Bureätten, och var syster till Johannes Marci Bullernæsius. Sedan han 1632 blivit magister vid Uppsala universitet för en disputation för Laurentius Stigzelius, blev han 1639 akademibibliotekarie, och 1640 inspector musices. Sistnämnda år blev han notarie för domkapitlet. Ett år senare blev Alsinius rektor för skolan i Enköping, för att 1643 överflytta till trivialskolan i Stockholm som konrektor där han året därpå blev rektor.
Alsinius var riksdagsman 1644.
Systern Margareta var hustru till Petrus Schomerus.